# Halfweg (Lisse)
Halfweg is een buurtschap in de Nederlandse gemeente Lisse, iets ten westen van de Keukenhof. De naam houdt verband met het gegeven dat Halfweg ongeveer halverwege de in 1657 gegraven trekvaart van Haarlem naar Leiden ligt.

## Externe link

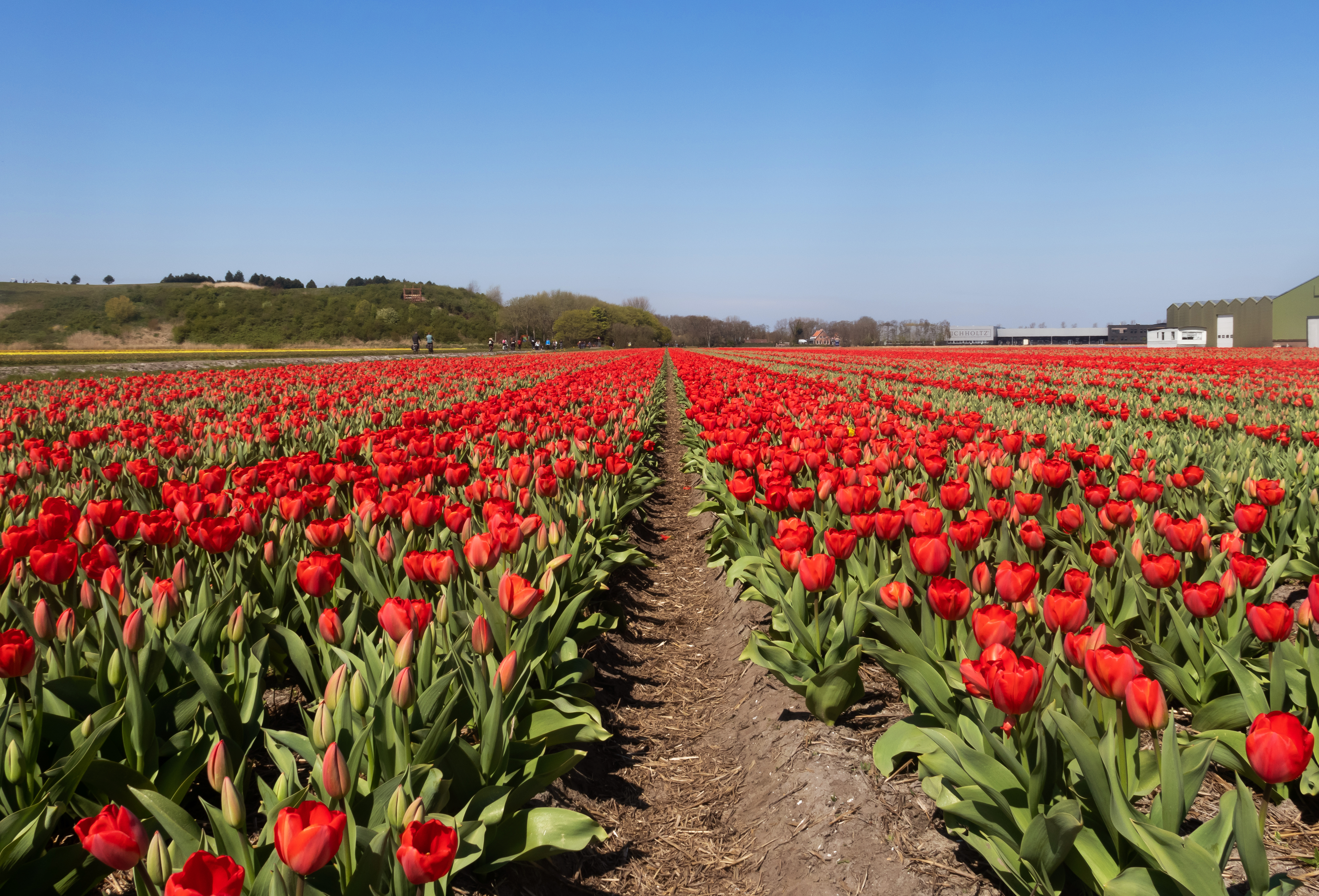
Halfweg, veld met rode tulpen